# Ulica Legionów w Zamościu
Ulica Legionów – najdłuższa ulica w Zamościu, przebiegająca we wschodniej i północnej części miasta.

## Historia
Jej pierwszy fragment (ul. Hrubieszowska - ul. Starowiejska) powstał w latach 1992–1993 (jako II etap budowy Obwodnicy Hetmańskiej), natomiast drugi (III etap: ul. Starowiejska - ul. Lubelska) w latach 2001–2004. Od początku jako ul. Legionów.

## Obecnie
Jest fragmentem Obwodnicy Hetmańskiej i jedną z głównych ulic w mieście, przez którą przebiegają drogi krajowe: DK17 (międzynarodowa E-372) oraz DK74. Na całej długości ciągnie się przy niej (po południowej i zachodniej stronie) chodnik pieszo-rowerowy. Ulica biegnie północno-wschodnimi obrzeżami miasta, stąd też praktycznie brak przy niej zabudowy, poza niewielką w pobliżu ronda Honorowych Dawców Krwi (obiekty handlowo-usługowe). Po pracach remontowych w latach 2011-12 jej fragment o długości niespełna 1 km (od Ronda Honorowych Dawców Krwi za przejazd kolejowo-drogowy) składa się z dwóch jezdni o dwóch pasach ruchu.